# Морська гармата «381/40 Mod. 1914»

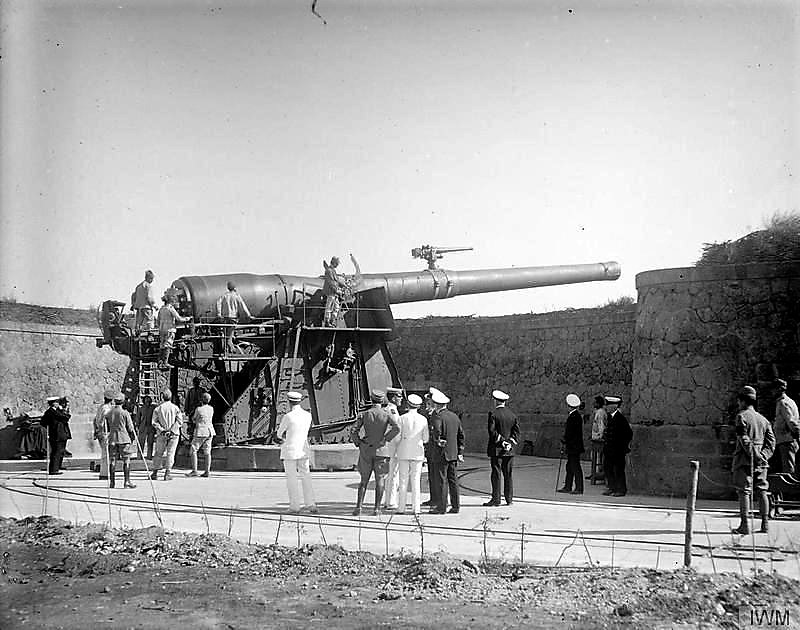
Cannone navale da 381/40. Італійські журналісти оглядають гармату на узбережжі Адріатики.

Морська гармата «381/40 Mod. 1914» — італійська морська гармата, призначена для оснащення дредноутів типу «Франческо Карачіолло». Будівництво кораблів було скасоване в 1916 році, а вироблені для них гармати спрямовані на інше використання. Чотири з семи переданих армії і стали залізничними гарматами, шість використовувались як гармати берегової оборони, а решта використовувались на моніторах для забезпечення артилерійської підтримки армії. Більшість моніторів були роззброєні після Першої світової війни, а їхні гармати передані батареям берегової оборони, які використовували ці гармати і під час Другої світової війни.

## Розробка
Італія запланувала побудувати чотири лінкори, які мали слідувати за двома кораблями «Andrea Doria», їх планували озброїти 15 дюймовими (381 міліметровими) гарматами, щоб відповідати британським типу «Квін Елізабет». У 1913 році італійці замовили тридцять гармат, по 10 — з Ансальдо-Шнайдера, Армстронга-Поццуолі та Вікерса-Терні. Гармати мали однакові балістичні показники, але відрізнялися конструкцією. Уряд віддав перевагу англійському дизайну і замовив ще десять у 1914 році від Армстронга-Поццуолі, незважаючи на те, що гармати Ансальдо важили лише 63 тонни  порівняно з 85 тоннами гармат Армстронга. Cannone navale da 381/40 мала загальну довжину 16,74 м і його 40-каліберний ствол мав довжину 15,24 м. Метальний заряд для снарядів важив 148 або 150 кг.  Швидкість ведення вогню змінювалася для кожного типу установок, але не перевищувала одного снаряду на хвилину в морському варіанті.

## Боєприпаси

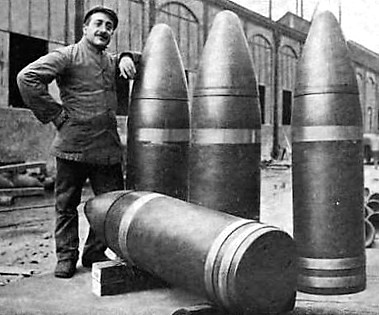
381 мм снаряди

| Тип оболонки    | Швидкість морди | Вага    | Дальність при куті 20 ° | Дальність при куті 30 ° |
| --------------- | --------------- | ------- | ----------------------- | ----------------------- |
| Сильновибуховий | 700 м/с         | 875 кг. | 19 800 м.               | 27 300 м.               |
| Бронебійний     | 700 м/с         | 884 кг. | 19 800 м.               | 27 300 м.               |

### Залізничні гармати

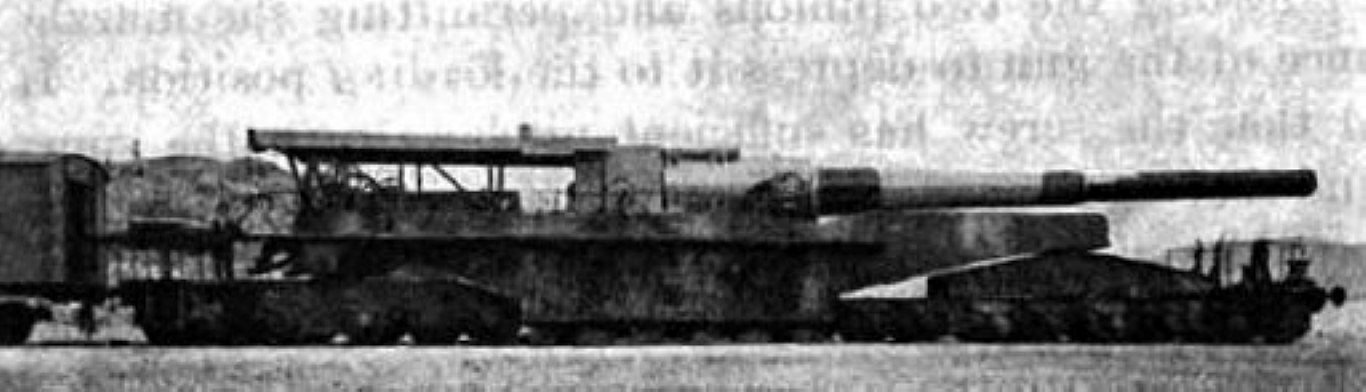
Залізнична гармата Cannone da 381/40

Сім гармат Шнайдер-Ансальдо були передані в армію,  хоча лише чотири були перетворені на залізничні гармати Cannone da 381/40 AVS. Залізнична установка разом з гарматою важила 212 тон і мала 24,5 метри довжини. максимальний кут підйому ствола 25 °,з максимальною дальністю стрільби 30 км. Гармати були підготовані протягом 1917 року та підтримували італійські операції вздовж Ізонцо та у Трентіно. Вони були поміщені в резерв після війни і так і залишилися на зберіганні в Ла Спеції впродовж періоду Другої світової війни